# Particule ultrafine

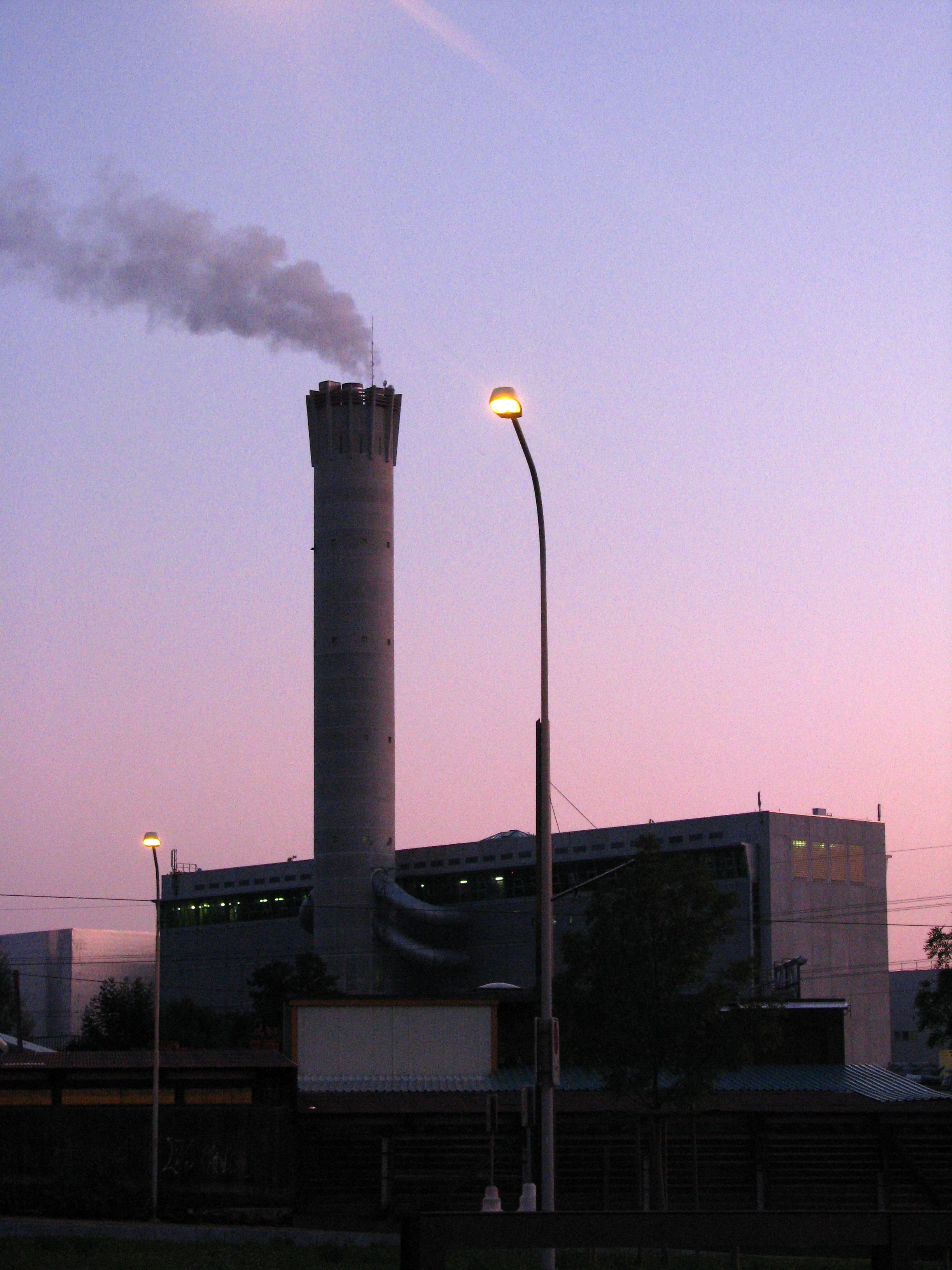

Les particules ultra-fines, ultrafines, PUF (ou UFP pour ultrafine particles en anglais) ou encore PM0,1 sont des particules de taille nanométrique (moins de 0,1 μm ou 100 nm de diamètre) ; si petites qu’elles se comportent comme des gaz. Elles ont des origines naturelles (incendies de forêt, volcanisme, érosion éolienne, etc.) et anthropiques (échappement des moteurs et chaudières, raffineries, usure de pneus, peintures, freins et autres sources mécaniques, soudure et autres systèmes fonctionnant à haute température, etc.).
Les PUF contribuent très peu à la masse globale des polluants de l'air, mais elles sont dominantes en nombre et leur rôle est majeur dans les effets des pics de pollution et de la pollution chronique, en raison de leur quantité, de leur surface spécifique et de leur capacité à pénétrer profondément dans le poumon puis à traverser la barrière pulmonaire. Dans le domaine de la santé environnementale, c’est une catégorie majeure de polluant, en termes d'exposition respiratoire à la pollution, et d’effets sur la santé.
Bien plus petites que les classes de particules réglementées (PM10 et PM2,5) et bien qu’elles soient suspectées d’avoir des effets graves sur la santé (car bien plus agressives à masse égale que les classes de particules plus importantes), elles ne sont pas encore réglementées.
Pour les aspects généraux, techniques et technologiques du sujet, voir les articles Nanoparticule et Nanotechnologie ; cet article traite des PM0,1 et nanoparticules uniquement sous l'angle polluants ou composants de l’air.

## Classification
La microscopie électronique, la cristallographie et d’autres moyens permettent aux scientifiques d'observer la morphologie des particules ultrafines. Ce groupe de particule est souvent subdivisé en sous-classes :
- particules ultrafines à base de carbone, organométalliques ou à base d’atomes métalliques (éventuellement radioactifs) ;
- particules classées selon leurs propriétés magnétiques.

Des bases de données ont été proposées ou sont en cours de création pour l'évaluation de l'exposition professionnelle aux particules nanométriques.

## Évaluation qualitative et quantitative (comptage)
Les ultrafines aéroportées peuvent être quantifiées à l'aide d'un compteur de particules dit « compteur de noyaux de condensation ou CNC ; les particules y sont mélangées avec de la vapeur d'alcool puis refroidies ; la vapeur se condense autour d'elles, facilitant leur comptage par un scanner spécial). L'ensemble de l'appareil qui constitue cette instrumentation (un séparateur de diamètre couplé à un compteur de noyaux de condensation) s'appelle un Spectromètre de mobilité électrique.

## Sources des PM0,1trouvées dans l'air
Les particules fines trouvées dans l'air, les poumons et les organismes vivants ont pour partie des origines naturelles et pour partie une origine anthropique.

### Origines naturelles
La lave volcanique bouillante, la pulvérisation des embruns (marins essentiellement), les fumées de feux de brousse et de forêt en sont des sources communes de PUF naturelles.

### Origines humaines
Des nanoparticules sont aussi — et de plus en plus — intentionnellement fabriquées pour une vaste gamme d'applications dont avec des métaux toxiques ou ayant des propriétés magnétiques particulières.
Une grande quantité de PUF sont des sous-produits de combustion (de produits pétroliers et gaziers ou de la biomasse-énergie). Une étude récente (2014) sur la qualité de l'air a montré que les émissions de particules ultrafines dangereuses provenant des décollages et des atterrissages de l'aéroport international de Los Angeles étaient plus importantes qu’on ne l’avait estimé auparavant.
D'autres sources sont l'usure mécanique de pièces mobiles (ex. : usure d’engrenages, de freins de véhicules, de pneus et de la route), ainsi que les sous-produits du fonctionnement d'équipements tels que pistolet à peinture, imprimante à toner, pots d'échappement de véhicules ou de moteurs fixes,.
L’air intérieur n'est pas épargné, avec — outre la pénétration d’air extérieur contaminé — une multitude de sources dont la combustion du gaz de ville sur la gazinière, la cuisson des aliments (notamment cuits au four, à la poêle, en grillade), les imprimantes laser, les télécopieurs, les photocopieurs, le peeling des agrumes, la cuisine, la fumée de tabac, les fissures des conduites de cheminées, les aspirateurs.
Des PUF présentant des caractéristiques similaires à celles du gaz ou de liquides sont utilisées dans certaines poudres ou lubrifiants.

## Exposition, risques et effets sur la santé
L'exposition aux PM0,1 se fait essentiellement par l'inhalation mais les mêmes particules ou d'autres de même taille peuvent aussi être absorbées via la boisson et la nourriture.
En raison de leur taille minuscule, les PUF sont respirables. À la différence des PM10 et PM2,5 inhalées, elles ne se déposent qu'en partie dans les poumons, ce qui fait qu'en même temps que l'oxygène de l'air, elles pénètrent dans le réseau sanguin et de là dans la lymphe et potentiellement dans tous les organes du corps. Elles peuvent en outre subir une « interstitialisation » dans les tissus pulmonaire, avec des effets éventuels, qui peuvent être immédiats.
L'exposition aux PUF, même quand leurs composants ne sont pas très toxiques, peut causer un stress oxydant avec libération de médiateur inflammatoire, pouvant aussi induire des troubles ou maladies cardiaques, pulmonaires avec d'autres effets systémiques,,,.
Nombre de ces PUF ne sont pas biodégradables ni métabolisables, posant alors des problèmes de biopersistance, notamment quand elles sont volontairement injectées dans le réseau sanguin (ex. : adjuvant immunologique ou produits de contraste en imagerie médicale). Cette biopersistance et un métabolisme encore mal connu des nanoparticules pose la question de possibles phénomènes de bioconcentration, dans l'environnement, dans le réseau trophique et dans la chaine alimentaire (nourriture animale, alimentation humaine).
Les mécanismes précis des effets sur la santé restent à préciser, mais leur existence n'est plus discutée. En particulier, un effet d'augmentation de la pression artérielle semble en cause (dès l’enfance selon des mesures faites chez les écoliers) et les molécules les petites particules induisent les plus grands effets[Quoi ?].
Diverses sources d'exposition potentielle aux PUF sont identifiées, dont certaines activités professionnelles utilisant des nanoparticules ou en produisant lors de processus de fabrication ou de destruction de produit ou sous-produit, certains environnements industriels, portuaires, aéroportuaires, routiers, des métiers comme celui de pompier,. L’exposition à de l'air extérieur contaminé (par les moteurs Diesel notamment) et à d'autres émissions de sous-produits est aussi une source de risque.

## Toxicologie
Pour mieux évaluer et quantifier l'exposition et le risque associé aux particules ultrafines, des études in vivo et in vitro ont été entreprises pour divers types et catégories de PUF, utilisant une variété de modèles animaux (dont la souris, le rat et le poisson). Ces études visent à établir des « profils toxicologiques » par type et taille de particule nécessaires à l'évaluation des risques, à la gestion des risques et à la réglementation et à la législation potentielle,,. Il est probable que des « effets cocktails » existent aussi, entre PUF, mais aussi entre PUF et d’autres polluants ou allergènes inhalés, bus ou ingérés.
Quand les particules sont inhalées sous forme de singulet (plutôt que de nano ou micro-agrégats), elles sont probablement plus toxiques car leur surface spécifique est maximale, notamment quand elles contiennent des métaux toxiques.
Directement ou après un temps de dépôt dans les alvéoles pulmonaires, les PUF semblent pouvoir  échapper « en grande partie » à la surveillance par les macrophages alvéolaires, et avoir accès à l'interstitium pulmonaire, où leurs effets sont encore mal connus.
Certaines PUF sont potentiellement des perturbateurs endocriniens[réf. nécessaire].
Des études épidémiologiques ont montré que certaines personnes vulnérables (enfants, personnes âgées) ou déjà fragilisées (allergiques, malades) sont plus sensibles que les autres aux PUF (de l'air urbain notamment), qui ont alors des effets sur la santé exacerbés. C’est particulièrement le cas de personnes âgées souffrant déjà de maladies respiratoires et cardiovasculaires. L’exposition de la femme enceinte pourrait aussi poser un problème pour le fœtus, la barrière placentaire ne filtrant pas les nanoparticules apportées par le sang maternel, car chez la souris de laboratoire l’exposition maternelle augmente le risques de problèmes de développement du fœtus.
Des effets de faibles doses (inhalées) sont démontrés pour les particules ultrafines carbonées ; une inflammation pulmonaire légère apparait chez les rongeurs dès six heures d'exposition à de faibles doses. Chez l’animal de laboratoire, la vieillesse de l’individu ou un état de « sensibilisation » peuvent « considérablement augmenter la sensibilité aux effets inflammatoires des particules ultrafines, et il semble que l'organisme âgé présente un risque plus élevé d'atteinte pulmonaire induite par un stress oxydatif par ces particules, par rapport aux organismes jeunes ».
En outre, les effets de particules ultrafines peuvent être considérablement aggravés par un co-polluant gazeux comme l'ozone troposphérique (qui est en progression presque partout dans le monde).

## Écotoxicologie
Très peu d’études semblent avoir porté sur les effets écosystémiques des PUF, mais de nombreuses études toxicologiques ont clairement montré qu’elles ont des effets inflammatoires et de stress oxdatifs chez divers animaux de laboratoires (rats, souris et poissons notamment), ce qui laisse penser qu’elles peuvent avoir des effets écosystémiques (immédiats et différés) également.

## Législation
Avec le développement rapide des nanotechnologies l’attention des chercheurs et du législateur s’est portée sur l'évaluation des effets de l’exposition aux nanoparticules. Des législations apparaissent peu à peu, dont pour encadrer l’industrie des nanotechnologies et la recherche, mais après que de nombreux nanoproduits (dont certains chimiquement très actifs, comme les nanocatalylseurs) aient déjà été introduits dans de nombreux produits mis sur le marché ou fabriqués par l’industrie et des laboratoires de recherche pour leurs propres besoins. Certains de ces nanoproduits sont inexistants dans la nature (ex. : nanotubes de carbone).
L’évaluation des risques est compliquée par le fait qu’aux échelles nanométriques l’observation directe est difficile et que les effets physicochimiques et biologique des particules obéissent à des lois physiques qui ne sont pas les mêmes qu’aux échelles du visible.
Les seuils et protocoles d’évaluation, ou les moyens d'appliquer le principe de précaution à ce domaine ou de mieux gérer les risques pour la santé publique sont eux-mêmes encore débattus,,,.
Le 19 mars 2008, l'EPA a annoncé ne pas encore vouloir réguler la recherche et imposer le suivi des PUF dans l’air respiré, mais a lancé l’élaboration d’une Stratégie de recherche sur les nanomatériaux, ouverte à un examen externe indépendant à partir du 7 février 2008 (revue du panel le 11 avril 2008). Face aux lobbies industriels et de la recherche qui présentent souvent les nanoparticules comme une source potentielle de progrès dans de nombreux domaines médicaux et technologiques, il existe un débat, encore en cours, sur la manière dont les autorités (Union européenne y compris) devraient ou non réglementer les PUF.